# Corto Maltese
Corto Maltese é um personagem fictício de quadrinhos criado por Hugo Pratt em 1967 e protagonista da série de quadrinhos Corto Maltese.
A série inclui 32 histórias de várias durações, publicadas, sem periodicidade fixa, ao longo dos anos por vários editores, na Itália e na França; o personagem propõe um protótipo de um herói completamente inovador, longe dos cânones do herói clássico e a história em quadrinhos da qual ele é protagonista é caracterizada por temas e estilos adultos, pelo contexto histórico preciso e documentado e pelo notações geográficas pontuais e coerentes, com referências culturais e aprendidas espalhadas ao longo do trabalho, sem sobrecarregar a narrativa e a profundidade da caracterização de todos os personagens.
A história de estreia, Uma balada do mar de sal, é considerada um clássico do gênero, um Romance gráfico ante-litteram que fez a escola. Apreciado pelos críticos e pelo público culto desde os anos 1970, ao longo dos anos, seu sucesso popular cresceu constantemente para alcançar o status de caráter cult; de suas aventuras, um filme de animação e uma série animada foram desenhados nos anos 2000, bem como várias transposições teatrais e inúmeras citações em outros quadrinhos, músicas e livros. Várias exposições bem-sucedidas sobre o personagem e seu autor também foram organizadas e uma estátua foi dedicada a ele em Grandvaux, no lago de Genebra, onde Hugo Pratt passou um período de sua vida.

## Biografia do personagem
A vida de Corto Maltese pode ser reconstruída com base nas pistas deixadas por Hugo Pratt nas histórias e nas introduções a elas. São geralmente fragmentários e, em alguns casos raros, dada a profunda meticulosidade das pesquisas históricas realizadas por Pratt, não coincidem com a realidade histórica. Por profissão como marinheiro, Corto Maltese rapidamente abandonou a vida jurídica para se dedicar à pirataria, certamente por volta de 1910. Com amizades em todo o mundo, tanto no mundo criminal quanto no jurídico, Corto cruza a história do primeiro quartel do século XX com desapego, ironia e profunda humanidade, invariavelmente apoiando as amizades mais fracas e mantendo insuspeitas amizades com criminosos cruéis como Rasputin ou Venexiana Stevenson.
Corto Maltese (cujo nome, como Pratt declarou, pertence ao argot andaluz e significa "entrega rápida") nasceu em 10 de julho de 1887 em Valletta, na ilha de Malta. O pai é um marinheiro inglês de Tintagel, na Cornualha, neto de uma bruxa da Ilha de Man; sua mãe é uma cigana de Sevilha, chamada Niña de Gibraltar, uma bela modelo que já foi modelo da pintora Ingres (que se diz ter se apaixonado por ela). Ele estudou na escola judaica em Valletta e mais tarde em Córdoba, onde o rabino Ezra Toledano, amante da mãe, apresentou-o aos textos do Zohar e da Cabbala. Quando, durante sua estada em Córdoba, uma cartomante percebe que Corto não tem a linha da sorte na mão esquerda, Corto Maltese pega uma navalha de prata do pai e a grava por conta própria. A primeira referência em sua vida seria a memória de Joseph Conrad, que se lembraria de um jovem marinheiro de Malta embarcado como um centro no "Osborn", um navio sob o comando do escritor que serviu na rota Austrália-Inglaterra. Isso teria ocorrido no último ano de navegação de Conrad, ou em 1894, quando Corto tinha apenas sete anos de idade. Aos 13 anos, em 1900, o encontramos na China, onde ele testemunha e talvez participa da Levante dos Boxers, de acordo com um relatório do major Okeda, responsável pelas informações militares do Japão durante a guerra russo-japonesa. Em 1904, Corto embarcou em Valletta como marinheiro e começou suas viagens. Em 1905, esteve presente na Manchúria no final da guerra russo-japonesa. Aqui ele conhece o jornalista e escritor Jack London. Ele também conhece o personagem que o seguirá, de boa ou má vontade, em muitas de suas aventuras: Rasputin, então desertor do exército czarista e assassino sem motivo. Jack London apresenta Rasputin à Corto Maltese, que está prestes a embarcar para a África em busca das minas do rei Salomão. Em 1905, junto com Rasputin, ele deixou o Oriente de navio para chegar à África na esperança de encontrar as minas de ouro de Danakil, mas, devido a um motim, eles desembarcaram na Argentina. Aqui, Corto e Rasputin encontram Butch Cassidy e Sundance Kid, os dois bandidos americanos que se refugiaram na Patagônia para escapar da polícia em todo o mundo. Em 1906, ele estava em Ancona, onde conheceu um jovem Stalin, que era porteiro noturno em um hotel. Em 1908, ele retornou à Argentina, onde encontrou seu amigo Jack London novamente. Então, a bordo de vários navios, ele viaja pelos sete mares, atracando, entre outros, nos Estados Unidos e na China. Em 1909, Corto estaria em Trieste, onde, guiado por uma carta do sindicalista e amigo Connolly, ajudaria o escritor Joyce a superar sua timidez com as mulheres. Em 1910, Corto foi o segundo oficial da carga de gado "SSBostonian" na rota de Boston para Liverpool, onde o jornalista John Reed também estava a bordo. Após um episódio no navio, Corto consegue que Reed seja absolvido da acusação de assassinato, mas isso lhe custa a acusação e a oportunidade de continuar navegando. Então ele acaba se dedicando ao contrabando entre as Antilhas e o Brasil. Nesse período, em um tempo e local não especificados (em alguma aventura nunca narrada entre 1910 e 1913), ele conheceu o escritor inglês Frederick Rolfe, mais conhecido como Baron Corvo, que, em sua morte em 1913, ele deixa uma carta que começará uma aventura que acontecerá em 1921 (na história "Favola di Venezia (Sirat Al-Bunduqiyyah)").
Mais tarde, ele e Rasputin se juntam à organização de Mônaco, o misterioso proprietário de uma frota pirata no Oceano Pacífico. À medida que a tensão entre as potências europeias entre 1913 e 1914 aumenta, Mônaco entra em contato com os alemães, que na época tinham colônias no Oceano Pacífico, para ajudá-los a estocar carvão e em sua atividade ilegal, em caso de iniciar a guerra. Nesse contexto, a tripulação de Corto Maltese se amotinou e o deixou amarrado em uma balsa nas Ilhas Salomão. Ele foi pego em 1 de novembro de 1913 pelo barco de seu amigo-inimigo Rasputin. No mesmo dia, os dois primos Groovesnore, Pandora e Caim, também são salvos por Rasputin, que são feitos prisioneiros para obter um resgate de seus pais ricos. Esses eventos, narrados em "Uma balada do mar salgado", ocorrem entre novembro de 1913 e janeiro de 1915, mas mesmo nessa cronologia há talvez alguma dúvida. Um marinheiro alemão, Boëke, aparece que encontramos seis anos depois em Veneza, onde ele é amigo de Corto (em "Favola di Venezia"), mas aqui os dois não se conhecem e não é certo que os dois Boëke sejam realmente o mesmo personagem. Quanto a Pandora, que acaba sendo a filha ilegítima de Mônaco, ela parece estar tentando algo para Corto Maltese, mas no final da história ela volta à Austrália, onde se casa com outro homem. A amizade entre os dois nunca cessará, e muitos anos depois será Pandora quem o receberá durante os anos de sua velhice.
Em 1916, encontramos Corto na América do Sul e no Caribe. Aqui ocorre a mais longa série de histórias, ambientada entre Brasil, Colômbia, Belize, Antilhas, Venezuela e Honduras. E aqui ele conhece muitos personagens, incluindo o muito jovem Tristan Bantam, sua irmã Morgana, a vidente Golden Mouth e o professor tcheco Steiner. Da América do Sul, Corto se muda para o Mar do Caribe, onde perde temporariamente a memória e se chama "John Smith". As aventuras no Caribe terminam em 1917. No Peru, em 1917, Corto descobre que um mapa do "Eldorado" está localizado em Veneza. Portanto, Corto se muda para Veneto, onde assite impotente a destruição causada pela Primeira Guerra Mundial. Enquanto isso, ele está interessado no mistério das "Sete cidades de Cibola", mais uma versão do mito de Eldorado. Em um mosteiro em Veneza, ele recupera o mapa das cidades misteriosas, mas percebe que um velho conhecido dele, Venexiana Stevenson, tinha sua própria intuição. Com a ajuda de soldados de diferentes nações, ele consegue recuperar, em uma vila na linha de frente, o ouro do rei do Montenegro. Alguns meses depois, também em 1917, Corto se mudou para a Irlanda. Aqui começam as quatro aventuras, chamadas "os Celtics", que ocorrem alguns dias depois, na Irlanda, em Stonehenge e na frente franco-alemã da Primeira Guerra Mundial. Durante suas aventuras, Corto se encontrará mais uma vez envolvido em ações de guerra, encontrará Caim Groovesnore, que lhe dará notícias da Pandora, confidenciando-lhe a sensação de que sua prima sempre sentiu em relação ao marinheiro e testemunhará a morte do Barão Vermelho (21 de abril de 1918). No verão de 1918, Corto estava no Iêmen, encarregado de comandar um navio em nome de um senhor da guerra árabe. Ele conhece Cush, o guerreiro dancal, que o apoiará em todos os eventos em que estará envolvido, incluindo Iêmen, Somália e Etiópia. No outono de 1918, Corto chegou a Hong Kong, onde morava, e depois parte para a Sibéria, passando pela China, em busca de um trem carregado de ouro. Esta aventura leva cerca de dois anos. Em abril de 1921, retornando da Ásia, Corto para em Veneza, onde tem vários amigos, incluindo Gambetta d'Argento e seu filho Boëke (não se sabe se foi o próprio Boëke quem apareceu brevemente em "Uma balada do mar salgado"); ele é empurrado aqui por uma carta de seu amigo (que morreu oito anos antes), Baron Corvo, que o encoraja a encontrar a esmeralda lendária chamada "Clavícula de Salomão"; então ele conhece, de passagem, Gabriele D'Annunzio. Na cidade mágica da lagoa, ele está envolvido em uma história igualmente mágica, na qual ele tem que lidar com os membros de uma misteriosa Loja Maçônica. No outono de 1921, Corto está na Grécia e, mais precisamente, na ilha de Rodes. A partir daqui, ele embarcará em uma de suas viagens mais longas: destino Samarcanda, ao longo da lendária Rota da Seda, mais uma vez em busca de um tesouro, o de Alexandre, o Grande. Corto mais uma vez atravessa o Atlântico em 1923; ele chega na Argentina, onde se envolve em uma história que envolve mistério. No ano seguinte, 1924, Corto retornou à Europa e embarca em uma longa jornada pela Suíça, novamente na companhia do professor Steiner. Aqui ele conhece o escritor Herman Hesse. Em 1925, acontece a última das aventuras de Corto que Hugo Pratt desenha. Corto parte para a América do Sul, junto com Rasputin, em busca do mítico continente submerso da Atlântida, também conhecido como Mu, em Harar com o romancista Henry de Monfried. Em outra história de Hugo Pratt da série Os escorpiões do deserto, ambientada na Abissínia (onde Pratt ficou por muito tempo) durante a Segunda Guerra Mundial, Cush aparece, o guerreiro Beni Amer amigo de Corto, que conta aos protagonistas que Corto "parece ter desaparecido durante a guerra espanhola".
No primeiro painel de Una balata del mare salato, lemos em uma carta datada de 16 de junho de 1965 pelo neto de Cain Groovesnore, Obregon Carranza, uma passagem de uma carta de Pandora Groovesnore, escrita vários anos após os eventos no Pacífico. A carta de Pandora conta a morte de "Tio Tarao" e como isso afetou fortemente a família de Corto e Pandora, da qual os dois agora faziam parte.

### Caracterização
Hugo Pratt explicou a gênese do personagem de Corto Maltese na Foto 13 em 1973, afirmando que ele parecia um personagem mediterrâneo, mas inserido em uma cultura anglo-saxônica, já que "na tradição narrativa anglo-saxônica há mais conto de fadas, mais lenda". Portanto, ele optou por um maltês, originalmente de um lugar onde muitas culturas se cruzaram (um elemento que seria útil na criação de várias histórias), filho de uma prostituta de Gibraltar e de um marinheiro da Cornualha.
Aparentemente, Corto Maltese mostra que ele é um personagem cínico, individualista e egocêntrico, afirmando que não está interessado nos assuntos de outras pessoas e reclamando se está envolvido, apesar de si mesmo. No entanto, além do cinismo ostensivo, a personalidade de Corto Maltese é realmente caracterizada por lealdade e solidariedade humana. Muitas vezes, ele é encontrado para ajudar os outros, mesmo aqueles com quem ele tem relações hostis, e para ele matar é sempre uma decisão "criticamente consciente": ele mata, mesmo de forma decisiva, mas apenas se a situação exigir. Brunoro até nota no personagem um "componente romântico", em contradição com seu aparente cinismo. Ele é romântico na esfera dos sentimentos (momentos de desânimo ou tristeza quando precisa abandonar a mulher por quem se apaixonou) não são raros, em sua humanitas, em tomar partido dos mais fracos e mais necessitados de ajuda quando ele deve participar para um conflito. Mas Brunoro define isso como "romântico" também no real significado manualista do termo, que é "o que o romantismo quer como um movimento que alimenta a propensão ao desconhecido, ao conto de fadas, às vagas fantasias fora da realidade". O crítico observa, de fato, que o "pirata" Corto Maltês está frequentemente em busca de ouro, mas o de tesouros perdidos e cidades lendárias. Não é porque ele se perca em digressões e exaltações idealistas e, portanto, se desvencilha da realidade - explica Brunoro -, mas porque ele tem uma grande imaginação e uma grande curiosidade, qualidades que desmascaram seu aparente cinismo.
Outro aspecto peculiar da personalidade de Corto Maltese é a ironia. Brunoro define a ironia de Corto como "inteligência e desapego"; é um artifício "psicológico" que, segundo o crítico, permite enfrentar as aventuras nas quais - apesar de si ou não - ele se vê envolvido. Brunoro também observa que a ironia às vezes assume uma função catártica em relação à carga dramática anteriormente acumulada.
A aparência de Corto Maltese é característica: usa roupas típicas de marinheiros, com paletó longo preto marinho, calça branca larga, colete vermelho claro, camisa branca com gola levantada e gravata preta fina; muitas vezes usa um chapéu de marinheiro branco com uma viseira. Seu rosto foi vagamente inspirado no de Burt Lancaster no filme The Black Throne; ele tem olhos castanhos claros, com um corte vagamente oriental, e cabelos pretos grossos emaranhados com costeletas longas e grossas, o que se tornará menos evidente nas últimas histórias. Na orelha esquerda, ele usa um brinco de argola (um símbolo de pertencer à marinha mercante e um símbolo anarquista recorrente no início do século XX). Ele tem 1,83 de altura e tem um físico seco e ágil.

## História editorial
O personagem começou em 1967 na primeira edição da revista Sgt. Kirk editado por Florenzo Ivaldi Editore. Foi Stelio Fenzo quem reuniu Ivaldi, um entusiasta dos quadrinhos e admirador de Hugo Pratt com o autor; do encontro nasceu o projeto da editora. Para a nova revista Sgt. Kirk Pratt criou o personagem e fez a primeira história, A Ballad of the Salt Sea, que foi publicada em parcelas até a conclusão na edição 20 da revista em fevereiro de 1969. Esta primeira história foi subsequentemente reimpressa sempre em partes também no Corriere dei Piccoli em 1971, enquanto a primeira edição em um único volume é de 1972, publicada por Mondadori. A experiência genovesa terminou em 1969, com o fechamento da revista.
No ano seguinte, Pratt começou a criar novos contos com o personagem como protagonista da revista francesa Pif Gadget, na qual estreou em 3 de abril de 1970 no nº 1296 com a história O segredo de Tristan Bantam; a colaboração durou três anos e terminou em 1973, quando foi publicada na edição no. 1455 a história de Leopardi, a última destinada ao periódico francês. As vinte e uma histórias publicadas no semanário francês foram coletadas em vários registros nos anos seguintes e depois publicadas nos anos oitenta na Itália pela revista Corto Maltese. Essas histórias foram então coletadas em vários registros nos anos seguintes.
Depois que a experiência com o Pif Gadget foi encerrada, Pratt trabalhou no conto Corte sconta chamado arcana, publicado na revista mensal italiana Linus de 1974 a 1977 e coletado em volume pela primeira vez em 1977 por Milano Libri.
O trabalho a seguir foi Favola di Venezia (Sirat al Bunduqiyyah), publicado em 1977 na revista L'Europeo dai nn. 21-22 até n. 51; dois anos depois, a história foi publicada pela primeira vez em um único registro pela editora Milano Libri.
Enquanto isso, Bompiani publicou a primeira edição dos livros etíope e celta, respectivamente em 1979 e 1980. No primeiro, com um prefácio assinado por Umberto Eco, as histórias foram coletadas em nome de Allah, misericordioso e compassivo, O último golpe, ... e outros ciganos e outros Giuliette e Leopardi; no segundo, foram coletadas as histórias Concerto em O 'menor para harpa e nitroglicerina, Sonho de uma manhã de verão e Burlesco e não entre Zuydcoote e Bray-Dunes.
No início dos anos 80, Pratt começou a trabalhar na história na The Golden House of Samarkand, mas a publicação tinha uma história editorial bastante conturbada: as duas primeiras chapas de cores foram publicadas em prévia no Imaginaria 1 em 30 de maio de 1980 e continuaram a publicação primeiro à suivre (1980/ 1981), em seguida, Linus (do nº 10 de outubro de 1981 ao nº de Março de 3 1983), ele permaneceu inacabado em ambas as ocasiões. Foi retomada na primeira edição da recém-criada revista Corto Maltese, em 1983, e terminou na edição de 4 de abril de 1985.
Enquanto isso, esperando para terminar a história anterior, Pratt havia começado uma história sobre o jovem Corto Maltese: em 5 de maio de 1981, começou a publicação de La giovinezza no Le matin de Paris, que terminou em 1 de janeiro de 1982, quando apareceu a primeira versão colorida. na edição 1 da L'Eternauta em março de 1982 e terminou na edição 9 em novembro do mesmo ano. Milano Libri publicou a história em um livro de uma cor em 1985.
As três últimas histórias escritas por Pratt foram publicadas na revista Corto Maltese: Tango (Tango ... e todo a mídia luz) foi publicado de 6 de junho de 1985 a 5 de maio de 1986, The Swiss "Rosa Alchemica" foi publicado em 1987 do número 3 ao número 8 e o último episódio da série, Mū - a cidade perdida, foi publicado do número 12 em dezembro de 1988 para o número 6 em junho de 1989 e do número 1 ao número 9 em 1991. As respectivas primeiras edições em volume único dessas três histórias foram publicadas por Rizzoli / Milano Libri em 1988, 1989 e 1992, respectivamente.
No início dos anos 90, as primeiras edições dos livros do Caribean Suite foram publicadas por Rizzoli / Milano Libri (contendo as histórias O segredo de Tristan Bantam, Compromisso na Bahia e Samba com tiro fixo) e Il mare d'oro (contendo Uma águia do selva, ... e falaremos sobre os cavalheiros da sorte e por causa de uma gaivota), ambos em cores. Desde 1993, a editora Lizard, fundada pelo próprio Pratt, juntamente com seus colaboradores Patrizia Zanotti e Marco Steiner, é a editora italiana exclusiva de Corto Maltese e todas as obras de Hugo Pratt. Ao longo dos anos, a editora republicou todas as histórias do marinheiro, em vários formatos e em edição completa e definitiva, muitas vezes recoloridas e enriquecidas com textos e aquarelas originais.
Depois de Mū, o "mestre de Malamocco" - como Oreste Del Buono o chamava - tinha outro capítulo em mente para a saga que seria a continuação de A juventude de 1981, na qual uma parte da adolescência do protagonista foi narrada; treze tiras deste último trabalho foram encontradas, com apenas diálogos esquemáticos, descobertas por sua filha Silvina em 2005 e publicadas dois anos depois.
Com a morte de Hugo Pratt em Lausanne em 1995, Mū se tornou a última aventura de Corto escrita por seu autor.

### Depois de Hugo Pratt
Pouco antes de sua morte, Pratt havia se declarado a favor da continuação das aventuras de Corto Maltese por outros autores. Vinte anos após sua morte, Cong SA - uma empresa fundada por Pratt que detém o controle exclusivo de seu trabalho - decidiu continuar a realização das histórias do personagem, confiando a tarefa ao roteirista Juan Díaz Canales e ao designer Rubén Pellejero Em 2015, o trigésimo episódio foi publicado por Rizzoli Lizard, intitulado Sob o sol da meia-noite, o primeiro a não ser assinado por seu criador.
A trigésima primeira história, também feita por Canales e Pellejero, é intitulada Equatoria e é exibida em La Repubblica em dez episódios diários de 4 a 13 de agosto de 2017 e imediatamente depois editada por Rizzoli Lizard em volume único. Os mesmos autores assinaram dois anos após Il giorno di Tarowean, o trigésimo segundo episódio de Corto Maltese, lançado em outubro de 2019 também para Rizzoli Lizard, que constitui uma espécie de prequel para Una balata del mare salato.
No dia 1 de setembro de 2021, a CONG SA e a Casterman editam, respetivamente, em Itália e no mercado francófono Corto Maltese: Oceano Negro, com argumento de Martin Quenehen e ilustrações de Bastien Vivès, uma banda desenhada que inicia uma nova abordagem do personagem, ao torná-lo contemporâneo com o século XXI.

## Estilo narrativo
O trabalho em quadrinhos de Pratt, também e sobretudo em relação à saga Corto Maltese, é carregado de consistência literária: graças a um progresso estilístico e temático específico, seus trabalhos podem ser definidos com a expressão "literatura desenhada", cunhada por mesmo autor veneziano. De fato, ao continuar sua carreira, os quadrinhos de Pratt assumem cada vez mais as características do romance.
Gianni Brunoro observa que, já em 1967, a balada do mar salgado consiste no primeiro exemplo absoluto italiano de uma história em quadrinhos, na qual os elementos que podem categorizá-la como uma verdadeira novela, uma obra literária, destacada, no entanto, acompanhada de ilustrações e desenhos. Em primeiro lugar, como uma autêntica obra literária, a Balada não se baseia em um cenário vago como os quadrinhos clássicos, mas em uma realidade histórica precisa (início do século XX ), e aspectos políticos e sociais desse cenário são sublinhados. econômico e humano. Além disso, na balada, o autor realiza uma análise introspectiva da psicologia dos vários personagens. Finalmente, o trabalho é apresentado como uma história coral, caracterizada por um grande equilíbrio narrativo, onde todos os personagens têm espaço e ninguém prevalece sobre outro, nem mesmo o próprio Corto Maltese, como em uma obra literária madura (o marinheiro maltês se tornará o único protagonista apenas na saga da revista Pif Gadget ).
A necessidade de dar autoridade literária aos quadrinhos leva Pratt a mudanças temáticas e estilísticas que podem ser notadas acima de tudo a partir de Favola di Venezia. Por um lado, o desenho se torna cada vez mais fino e essencial, mas não menos expressivo; por outro, o componente textual se torna cada vez mais rico em informações históricas, referências e tratamento de tópicos importantes com implicações humanas, sociais, literárias e esotéricas-misteriosas (como a Maçonaria ou a Imortalidade). As histórias adquirem cada vez mais características pertencentes ao gênero da novela que se aproxima das graphic novels de hoje.
A integração entre literatura e quadrinhos e o enobrecimento destes últimos se tornaram o primeiro e único objetivo de seus últimos anos de carreira. É nesse processo que se insere a transcrição no romance Balada do Mar Salgado (1995) e Corte sconta chamado Arcana (1996).

## Outras mídias

### Televisão
- Em 1977, dentro da transmissão SuperGulp!, 4 reduções das aventuras de Corto em Malta foram transmitidas. Essas imagens são estáticas, tiradas dos quadrinhos, coloridas e completadas por simples efeitos visuais e sonoros, com balões lidos pelos atores. A adaptação e direção foram de Secondo Bignardi e a música de Franco De Gemini. Estes são os títulos dos quatro episódios: Cangaceiros (tirados do Samba com Tiro Fixo) , A lagoa dos belos sonhos, O Barão Vermelho (tirado das rosas Côtes de Nuits e Picardia), Sonho de uma manhã no meio do inverno.[69]
- Corto Maltese (2002): série animada, coprodução ítalo-francesa de 22 episódios de 22 minutos.[70]

### Cinema
- Corto Maltese - Corte sconta detta Arcana (Corto Maltese - A corte secreta dos Arcanes), dirigido por Pascal Morelli, longa-metragem de animação de 2002. O filme, uma coprodução franco-italiana-luxemburguesa, dura 92 minutos e foi realizado em conjunto com a série de TV animada pela mesma equipe criativa. 400 pessoas trabalharam nele, que produziram mais de 500.000 designs, e foram necessários 5 anos de trabalho.[71]
- Em 2018 é anunciada a produção de um filme dedicado a Corto Maltese, também retirado da história Corte Sconta chamada Arcana. O filme, produzido pela Davis Films e TriPictures, deveria ser dirigido pelo francês Christophe Gans e estrelado por Tom Hughes como Corto, James Thierrée nos de Rasputin e Milla Jovovich nos da Duquesa Semenova[72][73][74] Em junho de 2019, a produção do filme foi suspensa por motivos legais não especificados.[75][76][77]

### Teatro
- Em 1982, Alberto Ongaro e Marco Mattolini, com a colaboração do próprio Pratt, fizeram um espetáculo teatral sobre Corto Maltese, o primeiro foi no teatro La Fenice em Veneza, a música com curadoria de Paolo Conte, Gerardo Amato na parte de Corto, Athina Cenci na parte da boca dourada.
- Em 2002, um segundo show musical, sempre com música de Paolo Conte, reajustou a história Venezia degli Arcani com Gioele Dix na parte de Corto, dirigida por Giorgio Gallione.

### Narrativa
- Hugo Pratt escreveu dois romances para Einaudi baseados nas aventuras de Corto Maltese, Una balata del mare salato[78] (1995) e Corte Sconta chamado Arcana[79] (1996), este último publicado postumamente e finalizado por Marco Steiner. Alguns anos antes, Pratt publicou Aspettando Corto, uma autobiografia na qual seu personagem não aparece apesar do título.[80]
- Marco Steiner, colaborador de Pratt, publicou dois romances estrelados por Corto Maltese com a editora Sellerio: em 2014, o romance Il corvo di pietra,[81] no qual são narradas as primeiras experiências do jovem Corto Maltese;[82] em 2015, um segundo livro intitulado Oltremare.[83] Anteriormente, ele publicou o romance The Last Track, no qual Corto Maltese também apareceu entre os vários personagens em uma espécie de sequela de Tango.[84]

## Prêmios e reconhecimentos

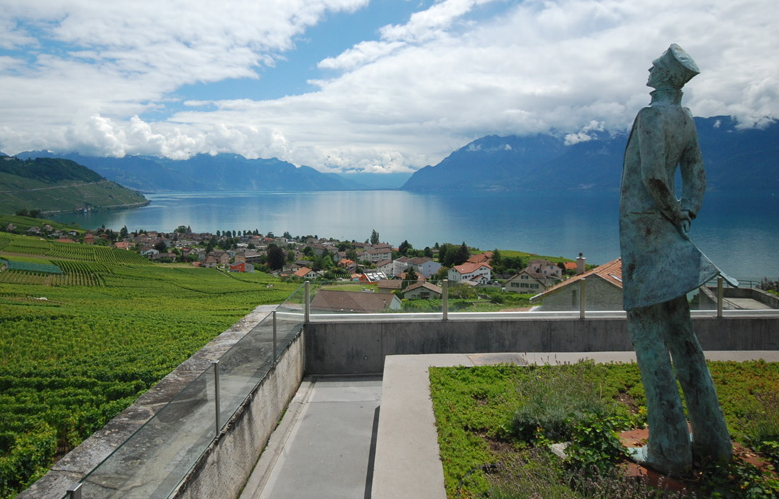
Em Grandvaux, há uma estátua dedicada ao personagem de Corto Maltese

### Estátuas
- Estátua de bronze representando Corto Maltese (2,5 m, 300 kg), projetado pelo escultor Livio Benedetti e seu filho Luc, amigos de Pratt; inaugurada em 14 de junho de 2004 para a residência de Corto Maltese no distrito de l'Houmeau em Angoulême, cidade que abriga o mais importante festival de quadrinhos da França;[71][85]
- Estátua de bronze de Corto Maltese[86] (2007) localizada em Grandvaux, uma cidade suíça no lago Genebra, onde Hugo Pratt passou o último período de sua vida;[8] encomendado pelo município e também desenhado por Livio e Luc Benedetti.

### Toponomástica
- Travessa Corto Maltese, Santa Maria dos Olivais, 1990 Lisboa, Portugal;
- Impasse Corto Maltese, 17730 Port-des-Barques, França;
- Impasse Corto Maltese, 44300 Nantes, França;
- Rue Corto Maltese, 27400 Louviers, França.

### Filatelia
- Selo de 850 liras, emitido pelos correios italianos em 1996, desenhado por R. Morena;[87]
- Selo de 800 liras, emitido em 1997 por San Marino, dentro de uma série de selos em quadrinhos.[88]

## Influência cultural

### Histórias em quadrinhos
- O Retorno do Cavaleiro das Trevas (de Frank Miller em 1985): Corto Maltese é o nome de uma ilha no meio de um acidente não muito diferente do da crise dos mísseis cubanos. Aparentemente, a escolha do nome é uma piada interna, já que Miller afirmou ser um grande admirador do trabalho de Pratt. A ilha foi mencionada mais tarde em outros quadrinhos da DC Comics. A primeira edição italiana desta história foi publicada na revista Milano Books Corto Maltese.
- Batman (filme de Tim Burton de 1989): a mesma ilha de Corto Maltese dos quadrinhos de Miller também é mencionada aqui.
- Arrow (série de TV americana): o terceiro episódio da terceira temporada é intitulado "Corto Maltese", sempre em referência à ilha inventada por Frank Miller.
- Rato maltês, uma balada do rato salgado (história em quadrinhos publicada na revista Topolino em 2017): Mickey Mouse no papel de Corto Maltese em homenagem ao marinheiro e sua primeira aventura por ocasião dos 50 anos de sua publicação, para os textos de Bruno Enna e os desenhos de Giorgio Cavazzano.[89]

### Narrativa
- A ilha do dia anterior (romance de Umberto Eco, 1994): no capítulo 19 aparece um personagem secundário por algumas páginas nas quais a figura de Corto Maltese é reconhecida, citando também seu autor Hugo Pratt: durante o desenvolvimento do romance detalhes adicionais adicionam um tributo particular ao personagem.[90]

### Música
- Jacky Chalard dedica uma música ao personagem do álbum de Gilbert Deflez, 1974, Je suis vivant mais j'ai peur ; [carece de fontes?]
- Em sua música Mari del Sud (do álbum homônimo de 1982), Sergio Endrigo menciona o personagem que também aparece na capa do álbum ilustrado por Hugo Pratt.
- Roby Facchinetti no álbum de 1984 com o mesmo nome na música C'era una volta;
- Mau Mau, no álbum de 1996, Viva Mamanera, dedicou uma música ao personagem;
- Em 1998, a banda Mocogno Rovers gravou a música La balata del mare salato no álbum La repubblica del folk;
- Foice e Vinello (Corto Maltês);
- Jairo (La balada de Corto maltês);
- O cantor e compositor brasileiro Ed Motta gravou a canção instrumental A Balada do  Mar Salgado no álbum Dwitza (2001)
- O cantor folclórico português Vitorino Salomé dedicou a música Meu querido Corto Maltese a Corto Maltese;
- Jovanotti, em 2011, usa a emoção do álbum de música vermelha Agora, as mesmas palavras de abertura de A balada do mar de sal :' "Eu sou o Pacífico, eles são os maiores. . . ";
- A banda eletro-pop alemã Brockdorff Klang Labor dedicou uma música a ele no álbum de 2012 Die Fälschung der Welt (A falsificação do mundo)

### Clipes de vídeo
- No vídeo da música Hurrah! por Umberto Tozzi (retirado do álbum de mesmo nome de 1984), as roupas do cantor são idênticas às de Corto Maltese.

### Publicidade
- Em 1985, Corto Maltese foi o protagonista da campanha dos tênis Puma com uma curta história de duas páginas sobre o cenário maia, que apareceu na revista Corto Maltese,[91] intitulada Puma, o sapato celestial.[92]
- Em 2001 - 2002, Corto Maltese foi testemunha do famoso perfume Eau sauvage de Christian Dior, com um close sugestivo coberto pela metade, acompanhado pelo slogan Méfiez-vous de l'eau qui dort.[93] Na imagem usada, o rosto do marinheiro foi reutilizado a partir de um desenho animado da Helvetics, o restante foi redesenhado pela colorista da Pratt Patrizia Zanotti.[94]